# 1986 في التلفزيون البريطاني
هذه قائمة بالأحداث المتعلقة التي حدثت بالتلفزيون البريطاني في عام 1986.

## الأحداث

### يناير
- 1 كانون الثاني (يناير) - تشمل أبرز الأحداث في يوم رأس السنة الجديدة على قناة BBC1 حفلاً موسيقيًا لبول يونغ في وقت واحد مع راديو بي بي سي 1 ، والعروض التلفزيونية الأولى لفيلم كلاش أوف ذا تايتنز وروكي الثاني.[1]
- 2 يناير - إصدار خاص من Tomorrow's World يسافر قرنًا من الزمان لاكتشاف آخر التطورات في العلوم والتكنولوجيا منذ عام 1886.[2]
- 4 يناير - عادت كرة القدم المتلفزة إلى التلفزيون البريطاني بعد حل الخلاف التعاقدي من العام السابق.
- 6 يناير - العرض الأول لسلسلة الرسوم المتحركة للأطفال Jimbo and the Jet-Set على BBC1.
- 12 يناير - بثت قناة ITV عرض اللعبة Catchphrase لأول مرة.
- 17 كانون الثاني (يناير) - تبث قناة BBC1 حلقة طويلة من مسلسل «سلالة الصابون الأمريكي»، وهي قصة جاهزة للمسلسل العرضي Dynasty II: The Colbys ، والذي يبدأ في 24 يناير.[3]
- 19 كانون الثاني (يناير) - الظهور الأول لفيلم الشاشة الثانية The Silent Twins ، وهي دراما تستند إلى القصة الحقيقية لشهر يونيو وجنيفر جيبونز، الشقيقتان التوأم المتماثلتان المعروفة باسم «التوائم الصامتة» لأنهما يرفضان التحدث إلى أي شخص باستثناء بعضهما البعض.[4]
- 24 يناير - الظهور التلفزيوني البريطاني لأول مرة لـ Dynasty II: The Colbys على قناة BBC1.[5]
- 28 يناير - NASA الصورة مكوك الفضاء تشالنجر المركبة الفضائية تتحلل. يتم بث الصور من CNN في الولايات المتحدة (المملوكة من قبل Turner Broadcasting System ، ثم مالكي محطة WTBS الأمريكية العملاقة)، في دول حول العالم.

### فبراير
- 19 فبراير -
  - تبث قناة BBC1 قناة Round Britain Whiz ، وهي نسخة من سلسلة QED العلمية.[6] يتكون البرنامج الذي تبلغ مدته 30 دقيقة من رحلة جوية سريعة حول ساحل بريطانيا العظمى مع ظهور ضيوف من علماء الجيولوجيا والشخصيات التلفزيونية بما في ذلك باتريك مور وديفيد بيلامي وتيري ووجان لإخبار المشاهد عن الجيولوجيا والتاريخ الطبيعي لمناطق معينة.
  - يتم عرض الحلقة العادية الأولى من The ChuckleHounds "Music Mayhem" على قناة BBC1.
- فبراير - للمرة الأولى (والوحيدة)، تظهر الرسوم المتحركة أثناء عمليات إرسال النص التليفزيوني. يتم بثها على القناة 4 . أصبح هذا ممكنًا عن طريق إرسال 4-Tel On View من قرص بدلاً من البث المباشر.

### مارس
- 5 مارس - بث BBC1 الموسم التاسع من المسلسل الدرامي الأمريكي دالاس بداية بحلقة طويلة.
- 10 مارس - تم بث الإعلان الأول عن منشفة صحية على التلفزيون البريطاني، على القناة الرابعة.
- 23 مارس - المسرحية التلفزيونية " Shergar " -telling قصة سرقة فرس الرهان Shergar -هل بثت كجزء من BBC2 في شاشة اثنين من سلسلة مختارات. الفيلم من بطولة ستيفن ريا وغاري والدهورن.[7]
- 26 مارس - يتم بث الحلقة النهائية الأولى من مسلسل The ChuckleHounds على قناة BBC1 مع "Birthday Bother".
- 30 مارس - BBC2 اجواء والثاني الرمز، والذي يستخدم حتى عام 1991.
- 31 مارس - العرض التلفزيوني البريطاني الأول لفيلم "ضابط ورجل نبيل" على قناة ITV.

### أبريل
- 1 أبريل -
  - يتم الآن التعامل مع جميع الأنشطة التجارية لـ BBC بواسطة BBC Enterprises Ltd.
  - كجزء من حملة Drugwatch التي تبثها BBC ، تبث قناة BBC1 برنامج It's Not Just Zammo ، وهو برنامج Newsround خاص قدمه جون كرافن ونيك روس، والذي يسعى إلى تحذير المشاهدين الصغار من مخاطر استخدام المخدرات. يتبع البرنامج قصة تعاطي المخدرات الأخيرة في Grange Hill والتي تتضمن شخصية Zammo McGuire (يلعبها Lee MacDonald)، ويتميز بإطلاق نسخة من أغنية مكافحة المخدرات " Just Say No " التي سجلها أعضاء فريق Grange Hill . تستمر الأغنية لتصل إلى المراكز العشرة الأولى في مخطط الفردي في المملكة المتحدة، بينما تتم دعوة أعضاء فريق العمل إلى البيت الأبيض لمقابلة السيدة الأولى نانسي ريغان، التي أسست حملة Just Say No.[8] [9] [10]
- 2 أبريل - تم عرض أول خدمة نصوص تليفزيونية في الرؤية على ITV عندما أطلقت Central خدمة Jobfinder . يبث لمدة ساعة بعد انتهاء برنامج اليوم. أطلقت العديد من المناطق الأخرى خدمة Jobfinder الخاصة بها في وقت لاحق في الثمانينيات.
- 3 أبريل -
  - سلسلة الرسوم المتحركة الجديدة للأطفال The Raggy Dolls تبدأ على ITV ، كما روى نيل إنيس.
  - يقدم Top of the Pops على قناة BBC1 لحنه الجديد The Wizard لـ Paul Hardcastle .
- 11 أبريل - تم بث عرض الرسم البياني لأول مرة على القناة الرابعة.
- 12 أبريل - بثت قناة ITV العرض الأول لشبكة التلفزيون لفيلم The Thing للخيال العلمي الكلاسيكي لجون كاربنتر عام 1982، بطولة كورت راسل، ويلفورد بريملي، كيث ديفيد، تي كيه كارتر وريتشارد ديسارت.

### مايو
- 1 يجوز -
  - يستقبل Sitcom Bread بثه الأول على BBC1.
  - يلعب تيم روث دور البطولة في مسلسل درامي جديد من أربعة أجزاء بعنوان King of the Ghetto على قناة BBC2.
- 3 مايو - A الجديدة صباح السبت المسلسلات التلفزيونية للأطفال الحصول على الطازجة التي تستضيفها جاريث جونز تبدأ في ITV.
- 9 مايو - تبث قناة BBC1 "Video Jukebox"، وهو إصدار موسع خاص من برنامج Omnibus Arts الذي يحكي قصة فيديو موسيقى الروك. يقدم البرنامج جون بيل وجون والترز.[11]
- 11 مايو - البصق صورة ' «أغنية الدجاج» يصل رقم 1 في الاغاني المملكة المتحدة، وعقد هذا المنصب لمدة ثلاثة أسابيع.[12]
- 14 مايو - بثت قناة ITV العرض التلفزيوني البريطاني الأول لفيلم Star Trek II: The Wrath Of Khan من بطولة ويليام شاتنر وليونارد نيموي وDeForest Kelley وRicardo Montalban .
- 21 مايو - ممارسة غريبة جدًا لأول مرة على BBC2.[13]
- 31 مايو - 29 يونيو - تقدم كل من BBC و ITV تغطية لكأس العالم لكرة القدم 1986 .

### يونيو
- 3 يونيو - بدأت قناة BBC1 بث مسرحية من ثلاثة أجزاء لرواية جيفري آرتشر كين وهابيل.[14] يتم عرض الجزء الثاني في 5 يونيو، [15] والجزء الثالث في 6 يونيو.[16]
- 8 يونيو - يقدم بريان والدن نسخته الأخيرة من البرنامج السياسي لتلفزيون لندن ويك إند، ويك إند وورلد بعد تسع سنوات في هذا الدور.
- 9 يونيو - يتم بث أول برنامج مراجعة برلمانية على تلفزيون بي بي سي عندما يتم بث النسخة الأولى من The Lords This Week في الساعة 9.20 صباحًا على BBC2.
- 15 يونيو - انضمت المغنية هيلين شابيرو إلى سوق ألبيون في غرناطة كمصففة شعر فيف هاركر.
- 18 يونيو - في شارع التتويج ، احترقت حانة Rovers Return بنيران محاصرة بداخلها سيدة بيت لينش (جولي جوديير).
- 26 يونيو - مسلسل الخيال العلمي الأكثر شهرة في بريطانيا Doctor Who يبدأ عرضه الأول في جزر الباهاما على ZNS-TV .

### يوليو
- 18 يوليو - أصبح جهاز الإرسال Crystal Palace أول جهاز إرسال في العالم ينقل الصوت المجسم باستخدام نظام الصوت الرقمي NICAM عندما يبث الليلة الأولى للحفلات الموسيقية بصوت استريو.
- 23 يوليو -
  - في لندن، الأمير أندرو ، دوق يورك يتزوج سارة فيرجسون في وستمنستر أبي.[17] تلقى الحدث تغطية تلفزيونية كبيرة في كل من المملكة المتحدة وحول العالم.
  - تبث قناة BBC1 نسخة حية من Top of the Pops ، قدمها غاري ديفيز وبيتر باول.[18]
- 24 يوليو - تبث قناة BBC1 حفل الافتتاح من دورة ألعاب الكومنولث لعام 1986 في إدنبرة، والتي تتضمن عرضًا مدته 45 دقيقة أنتجته هيئة الإذاعة البريطانية يحتفي بروح الشباب.[19]
- 24 يوليو - 2 أغسطس - يبث تلفزيون بي بي سي دورة ألعاب الكومنولث لعام 1986 ولأول مرة يتم عرض الألعاب مباشرة وكاملة مع حوالي عشر ساعات من التغطية الحية كل يوم.

### أغسطس
- أغسطس - تم إصدار أغنية " Anyone Can Fall in Love "، التي تؤديها ممثلة EastEnders Anita Dobson والتي تعطي كلمات لحن موضوع الصابون، كأغنية واحدة، وتبلغ ذروتها في المرتبة الرابعة على مخطط الفردي في المملكة المتحدة.
- 1 أغسطس - المسرحية الكوميدية الأمريكية The Golden Girls تظهر لأول مرة على التلفزيون البريطاني على القناة الرابعة.
- 5 أغسطس -
  - قام مايكل كاشمان بأول ظهور له في EastEnders بصفته Colin Russell ، أول شخصية مثلي الجنس في الصابون.
  - المسلسل التلفزيوني الإجرائي للشرطة البريطانية The Bill يعرض لأول مرة على التلفزيون الأسترالي على ABC .
- 9 أغسطس - أصبحت منطقة يوركشاير التلفزيونية ITV أول قناة بريطانية أرضية تبث على مدار 24 ساعة في اليوم، حيث تبث في البداية قناة الموسيقى والفيديو الموسيقي الكبلية والقمر الصناعي Music Box طوال الليل. تتحول مناطق ITV الأخرى تدريجياً إلى تلفزيون 24 ساعة على مدار العامين المقبلين.
- 21 آب (أغسطس) - أعلنت القناة الرابعة عن إدخال مثلثها الأحمر «للإشارة إلى بعض الأفلام الروائية في وقت متأخر من الليل والتي قد تتطلب تقديرًا خاصًا».
- 24 أغسطس - سوق ألبيون المشؤوم في غرناطة يُعرض للمرة الأخيرة.
- 26 أغسطس - في مزرعة إيميرديل ، ماتت الشخصية الأصلية بات سوغدين بعد أن دحرجت سيارتها على أحد التلال لتجنب قطيع من الأغنام.
- 29 أغسطس - بعد 16 عامًا، أسقط تلفزيون London Weekend شعاره القائم على النهر وأطلق اسمًا جديدًا.[20]
- 30 أغسطس - بدأت قناة BBC1 سلسلة من الأفلام التي ظهرت لأول مرة على شاشة التلفزيون البريطاني، وتحت شعار Saturday Night at the Movies . الأول في الموسم هو الدراما Harold Becker عام 1981 Taps.[21]
- 31 أغسطس -
  - الظهور الأول لأربعة أجزاء من دراما الحرب العالمية الأولى The Monocled Mutineer للمخرج آلان بليسديل على قناة BBC1.[22] يثير المسلسل بعض الجدل عندما تستشهد به بعض الصحف اليمينية كمثال لما يعتقدون أنه انحياز يساري لهيئة الإذاعة البريطانية.[23]
  - العرض التلفزيوني البريطاني الأول لفيلم جيمس بوند من أجل عينيك فقط على قناة ITV.[24]

### سبتمبر
- 1 سبتمبر - تم عرض الحلقة الأولى من المسلسل الكوميدي الطويل Brush Strokes على قناة BBC1.
- 2 سبتمبر - قبل إطلاق التلفزيون طوال اليوم على BBC1 ، يعود برنامج المجلة الأسبوعية للمرأة الآسيوية، Gharbar ، إلى BBC2 . ينتقل البرنامج إلى يوم جديد وفتحة جديدة - 9 صباحا كل ثلاثاء.
- 6 سبتمبر -
  - يُذاع الجزء الأول من The Trial of a Time Lord على BBC1 ، [25] بمناسبة عودة Doctor Who بعد توقف دام 17 شهرًا.
  - يتم بث الحلقة الأولى من الدراما الطبية " المصاب" على قناة BBC1.[26] على الرغم من نجاحه الفوري مع المشاهدين، إلا أن العرض يثير الجدل بسبب تصويره لخدمة الصحة الوطنية التي تعاني من نقص التمويل، وهو ما يُنظر إليه على أنه انتقاد لحكومة مارغريت تاتشر.[27]
  - العرض الأول للتلفزيون البريطاني لفيلم الخيال العلمي ساتورن 3 للمخرج ستانلي دونين على قناة BBC1.[28]
- 9 سبتمبر - آخر عملية إرسال عبر BBC2 Ceefax بدون توقف طوال اليوم.
- 14 سبتمبر - ماثيو باريس يخلف بريان والدن كمقدم لبرنامج Weekend World .
- 19 سبتمبر -
  - التلفزيون المركزي يعيد إحياء برنامج وجوه جديدة ، وهو عرض موهوب من السبعينيات أنتجه سابقه، ATV . تم تصميمه كوجوه جديدة لعام 1986 ، وقد قدمه Marti Caine ، الفائز من الإصدار السابق.
  - من اليوم، تعرض القناة 4 مثلثًا أحمر في بداية وأثناء الأفلام ذات الموضوعات الخاصة بالبالغين. أول استخدام للتحذير هو لفيلم Themroc ، تم بثه في الساعة 11:30مساء. بعد ضغط من الصحف وجماعات الضغط، تم التخلص من طريقة تحديد هذه المواد في غضون عام.
- 20 سبتمبر - العرض التلفزيوني البريطاني الأول لفيلم الإثارة جوردون كارول Blue Thunder على قناة BBC1.[29]
- 20-21 أيلول (سبتمبر) - للمرة الثالثة والأخيرة، تنطلق قناة BBC2 في موسيقى Rock Around the Clock.[30]
- 24 سبتمبر - عاد المسلسل التلفزيوني للأطفال توماس والأصدقاء لسلسلة جديدة تمامًا على ITV مع عودة رينغو ستار كراوي مرة أخرى. ستقدم الحلقات القادمة أيضًا شخصيات جديدة بما في ذلك Trevor و Bill and Ben و Donald و Douglas و Daisy و Diesel و Duck و Boco و Harold.
- 27 سبتمبر - BBC1 يبث العرض التلفزيوني البريطاني الأول لمغامرة جاي ساندريش يبدو وكأنه العصور القديمة.[31]

### أكتوبر
- 4 أكتوبر - قامت قناة BBC1 ببث العرض التلفزيوني البريطاني الأول لفيلم مغامرات ديك لوري ويت غولد.[32]
- 11 أكتوبر / تشرين الأول - العرض التلفزيوني البريطاني الأول لفيلم روجر سبوتيسوود عن الجريمة المثير «السعي وراء دي بي كوبر» على قناة بي بي سي 1.[33]
- 12 أكتوبر - بدأ فيلم " Every Loser Wins " الذي يؤديه الممثل Nick Berry عرضًا مدته ثلاثة أسابيع في الجزء العلوي من مخطط الفردي في المملكة المتحدة بعد أن ظهر في الحلقات الأخيرة من إيست إندرز . حققت الأغنية نجاحًا فوريًا عند إصدارها وفازت بكتابها بجائزة Ivor Novello .
- 14 أكتوبر - بدأت قناة BBC2 البرمجة الدورية في وقت متأخر من بعد الظهر بعرض فيلم خلال النصف الثاني من الفجوة بين نهاية Daytime on Two وبداية برامج المساء.
- 16 تشرين الأول (أكتوبر) - تم بث الحلقة الأولى من مسلسل EastEnders ، والتي تضم دين وأنجي واتس (ليزلي جرانثام وأنيتا دوبسون)، على قناة BBC1. كانت الحلقة، التي أخبرت فيها إنجي دن أن أمامها ستة أشهر لتعيشها بعد أن أخبرها أنه يريد الطلاق، كانت تجربة لأن التنسيق الثنائي لم يتم تجربته في مسلسل بريطاني من قبل، ولكن تلقى استحسان المشاهدين والنقاد.
- 17 أكتوبر - بثت قناة BBC2 ملخصًا إخباريًا مصحوبًا بالترجمة للمرة الأخيرة. على مدار السنوات الثلاث الماضية، تم بث هذه النشرة في حوالي الساعة 5:25مساء، كان البرنامج الأول في اليوم (باستثناء البرامج التعليمية والتغطية الرياضية).
- 18 أكتوبر -
  - تبدأ القناة الرابعة البث الصباحي في عطلة نهاية الأسبوع مع بدء البث في نهاية الأسبوع في حوالي الساعة 9:25صباحا. كانت البرمجة قد بدأت مسبقًا في الساعة 1:00مساء.
  - تبث قناة BBC1 العرض التلفزيوني البريطاني الأول لفيلم بيتر وير الرومانسي "عام العيش في خطر".[34]
- 20 أكتوبر - بعد انتقادات كبيرة، بما في ذلك من هيئة الإذاعة المستقلة، عكس التليفزيون الإسكتلندي تغييراته لعام 1984 إلى اسكتلندا اليوم ، وأصبح البرنامج مرة أخرى بثًا إخباريًا مع نقل العناصر المميزة إلى برنامج وقت غداء جديد يسمى Live at One Thirty .
- 22 أكتوبر - يبث BBC1 الموسم العاشر من المسلسل الدرامي الأمريكي دالاس يبدأ بحلقة طويلة.
- 24 أكتوبر -
  - قبل إطلاق خدمة بي بي سي النهارية الجديدة، يتم بث الأخبار بعد الظهر للمرة الأخيرة. تم استبدال النشرة ببرنامج إخباري جديد وقت الغداء One O'Clock News .
  - يتم بث ملخص الأخبار الإقليمية في منتصف بعد الظهر خلال أيام الأسبوع على BBC1 للمرة الأخيرة. من يوم الاثنين 27 أكتوبر يتم بثه على BBC2 .
- 27 أكتوبر -
  - يبدأ بي بي سي وان خدمة تلفزيونية كاملة خلال النهار. قبل اليوم، باستثناء تغطية الأحداث الخاصة، كانت BBC One قد أغلقت أبوابها في بعض الأوقات خلال صباح أيام الأسبوع وبعد الظهر، وبثت عمليات بث اختبار التجارة، واعتبارًا من مايو 1983، صفحات من سيفاكس . قامت بي بي سي تو بتوسيع ساعات برمجتها، حيث قدمت خدمة كاملة بعد الظهر لأول مرة، لكن لم تكن BBC Two تُبث طوال اليوم كل يوم حتى نهاية العقد.
  - كجزء من الخدمة الجديدة، يظهر المسلسل الأسترالي جيران لأول مرة على التلفزيون البريطاني على بي بي سي الأولى، بعد عام من بثه لأول مرة في وطنه.
- 29 أكتوبر - فيلم The Equalizer ، وهو مسلسل درامي أمريكي عن الجريمة من بطولة إدوارد وودوارد ، يظهر لأول مرة على التلفزيون البريطاني على قناة ITV.

### نوفمبر
- 2 تشرين الثاني (نوفمبر) - للاحتفال بالذكرى الخمسين لبدء البث التلفزيوني، يتم بث TV50 حيث يتم استخدام كامل إنتاج BBC2 المسائي للأسبوع المقبل لعرض برامج من أرشيفات BBC.
- 10 تشرين الثاني (نوفمبر) - إعادة إطلاق «وقت الإفطار» بصيغة أكثر رسمية للأخبار والشؤون الجارية.
- 13 تشرين الثاني (نوفمبر) - قتل مايكل لوش، صاحب العمل الحر، أثناء بروفة أولى لحفلة حية مخطط لها في برنامج The Late ، Late Breakfast Show في BBC1 المسماة "Hang 'em High" تتضمن القفز بالحبال من صندوق ينفجر معلق من 120 رافعة عالية. انطلق مقطع حلقة تسلق الحبل الذي يربط حبل البنجي بالرافعة من المسمار ذو العروة أثناء القفز، وتوفي على الفور متأثراً بجروح متعددة. تم إلغاء إصدار 15 نوفمبر من برنامج Breakfast Show بعد استقالة المقدم نويل إدموندز، قائلاً إنه «ليس لديه القلب للاستمرار».[35]
- 15 نوفمبر - العرض التلفزيوني البريطاني مايكل كرايتون الصورة الخيال العلمي الدراما الجريمة المتفرج على BBC1.[36]
- 16 نوفمبر - المسلسل التلفزيوني الذي نال استحسان النقاد لدينيس بوتر The Singing Detective ظهر لأول مرة على BBC1.[37]
- 23 نوفمبر - 4 قناة تبث على المضاربة فيلم المحاكمة من لي هارفي أوزوالد .

- 6 ديسمبر -
  - دكتور الذي يختتم قصة The Trial of a Time Lord arc بالجزء 2 من " The Ultimate Foe ".[38] كان هذا بمثابة الظهور المتلفز الأخير لكولين بيكر باعتباره الطبيب السادس قبل أن يُطرد فجأة من الدور.
  - العرض التلفزيوني البريطاني الأول لفيلم Jack Smight الرومانسي الكوميدي Loving Couples على BBC1.[39]
- 7 ديسمبر - تم بث الفيلم التلفزيوني الأصلي لجاك روزنتال، ومدته ساعتان، عن فيلم Burning في لندن ، من إخراج ليز بلير على قناة ITV. يعود لسلسلة كاملة في فبراير 1988.
- 8 كانون الأول (ديسمبر) - بعد ستة أسابيع من إطلاق خدمتها النهارية، تبدأ BBC TV في بث ملخصات إخبارية كل ساعة. يتم عرض النشرات الصباحية على BBC1 ونشرات الظهيرة المبكرة (الساعة 2 مساءا، 3بعد الظهر و 3:50م) على BBC2. يتبع كل نشرة نشرة جوية.
- 11 ديسمبر - أعلنت IBA أن BSB حصلت على امتياز لمدة خمسة عشر عامًا لتشغيل خدمة تلفزيونية فضائية في المملكة المتحدة.[40]
- 13 ديسمبر -
  - الممثل الكوميدي Duggie Small يفوز بوجوه جديدة لعام 1986 .
  - العرض التلفزيوني البريطاني الأول لمغامرة دون كوزكاريللي الخيالية The Beastmaster على قناة BBC1.[41]
- 15 كانون الأول (ديسمبر) - تبث القناة الرابعة برنامج Soap Aid حيث يقوم أعضاء فريق شارع كورونيشن و بروكسايد بجمع الأموال لمساعدة المتضررين من المجاعة في إثيوبيا.
- 17 ديسمبر - رينغو ستار يروي آخر حلقة له من توماس والأصدقاء ، الحلقة النهائية الثانية من السلسلة، "Thomas & the Missing Christmas Tree".
- 25 ديسمبر -
  - شاهد 30 مليون مشاهد، وهو رقم قياسي، حلقتين من مسلسل إيست إندرز حيث قدم دن واتس لزوجته إنجي أوراق الطلاق.
  - تعرض قناة ITV العرض التلفزيوني البريطاني الأول لفيلم لا تقل أبدا مرة أخرى. [42]
- 26 ديسمبر - عرض قوس قزح الخاص بعيد الميلاد لمدة 30 دقيقة، عرض قوس قزح للكريسماس (المعروف أيضًا باسم ألوان قوس قزح) هو أعلى حلقة تقييم على الإطلاق في العرض. كان يعتقد أن قوس قزح سينتهي بعد هذه الحلقة، لكن Thames Television جدد العقد بعد تقييمات جيدة.
- 27 ديسمبر - بثت قناة ITV العرض الأول للتلفزيون البريطاني لفيلم الخيال الرومانسي سبلاش لعام 1984 والدراما الراقصة لعام 1983 فلاش دانس .
- 28 ديسمبر - بدأت قناة BBC1 موسمًا من الأفلام من بطولة داستن هوفمان، بدءًا من العرض التلفزيوني البريطاني الأول لفيلم توتسي.[43]
- 31 ديسمبر - تشمل أبرز الأحداث في ليلة رأس السنة الجديدة على قناة BBC1 العرض التلفزيوني البريطاني الأول لفيلم الرسوم المتحركة الأسترالي عام 1984 The Camel Boy ، و Day After the Fair ، وهو سيناريو من بطولة هانا جوردون، كينيث هاي، آنا ماسي ومارتين ستانبريدج . يرحب تيري ووجان بالعام الجديد من مسرح تلفزيون بي بي سي.[44]

### مجهول
- 7يوصي تقرير الطاووس بإعطاء القناة الرابعة خيار بيع وقت البث الخاص بها.[45]
- ناشطة المشاهدين ماري وايتهاوس تضغط على المعلنين لمقاطعة القناة الرابعة، مع بعض النجاح.
- تقوم Channel Television بتحويل موجزها لشبكة ITV من TSW إلى TVS .

## لأول مرة

### بي بي سي الأولى
- 4 يناير - Strike It Rich! (1986-1987)
- 6 يناير - أليس في بلاد العجائب (1986)
- 6 يناير - Jimbo and the Jet-Set (1986-1987)
- 7 كانون الثاني (يناير) - فاكس (1986-1988)
- 8 يناير - ويزبيت (1986-1988)
- 9 يناير - بلاكادر الثاني (1986)
- 10 يناير - لوفجوي (1986-1994)
- 12 يناير - بلوبيل (1986)
- 15 يناير - الجري الخائف (1986)
- 21 يناير - The Really Wild Show (1986-2006)
- 24 يناير - الأسرة الثانية: The Colbys (1985-1987)
- 8 فبراير - كل ثانية مهمة (1986-1993)
- 11 فبراير - هايدواي (1986)
- 16 فبراير - برات فارار (1986)
- 17 فبراير - عزيزي جون (1986-1987)
- 19 فبراير - يجب أن تكون محظوظًا جدًا (1986-1987)
- 1 مارس - الجامعون (1986)
- 12 مارس - وردة ديسمبر (1986)
- 23 أبريل - جوسي جيانتس (1986-1987)
- 1 مايو - الخبز (1986-1991)
- 26 مايو - عرض روس أبوت (1986-1991)
- 28 مايو - الأفارقة: تراث ثلاثي (1986)
- 3 يونيو - كين وهابيل (1985)
- 9 يونيو - أجراس الجحيم (1986)
- 21 يوليو - طريق ويلدرنس (1986)
- 4 أغسطس - القتال مرة أخرى (1986)
- 31 أغسطس - المتمرد الأحادي (1986)
- 1 سبتمبر -
  - مدن الذهب الغامضة (1982-1983)
  - ضربات الفرشاة (1986-1991)
- 2 سبتمبر - مساعدة! (1986-1988)
- 5 سبتمبر - Call Me Mister (1986)
- 6 سبتمبر -
  - ضحية (1986 إلى الوقت الحاضر)
  - رولاند رات: السلسلة (1986-1988)
- 9 سبتمبر - جزيرة الفراشة (1985-1987)
- 13 أكتوبر - معرض الملابس (1986 حتى الآن)
- 19 أكتوبر - ديفيد كوبرفيلد (1986)
- 22 أكتوبر - بينيز هاوس (1986)
- 27 أكتوبر -
  - One O'Clock News (1986 إلى الوقت الحاضر)
  - في الهواء الطلق (1986-1990)
  - الجيران (1985 إلى الوقت الحاضر)
- 16 نوفمبر - المخبر الغنائي (1986)
- 24 تشرين الثاني (نوفمبر) - كيلروي (1986-2004)
- 26 نوفمبر - أبناء جرين نووي (1986)
- 8 كانون الأول (ديسمبر) - ملخص أخبار بي بي سي (1986 حتى الآن)
- 24 ديسمبر - بابار والأب عيد الميلاد (1985)
- 30 ديسمبر - الانزلاق (1986)

### بي بي سي الثانية
- 9 كانون الثاني (يناير) - نعم ، رئيس الوزراء (1986-1988)
- 15 يناير - Dead Head (1986)
- 12 فبراير - الفنانون والنماذج (1986)
- 3 مارس - الآن، شيء آخر (1986-1987)
- 12 مارس - هذا الشعور غير المؤكد (1986)
- 1 مايو - ملك الغيتو (1986)
- 12 مايو - فيديو عاري (1986-1991)
- 21 مايو - ممارسة غريبة جدًا (1986-1988)
- 8 يوليو - أيام البخار (1986)
- 9 يوليو - ScreenPlay (1986-1993)
- 8 أكتوبر - حياة وأحب شيطان (1986)
- 19 نوفمبر - تفكك (1986)
- 9 ديسمبر - كل العاطفة التي أنفقت (1986)

### آي تي في
- 6 كانون الثاني (يناير) - Telebugs (1986-1987)
- 8 كانون الثاني (يناير) - Allsorts (1986-1995)
- 9 كانون الثاني (يناير) - بيلامي بوجل (1986-1988)
- 10 يناير -
  - عطلة نهاية الأسبوع المركزية (1986-2001)
  - الماء الساخن المستمر (1986)
- 12 كانون الثاني (يناير) - Catchphrase (1986-2002 ، 2013 إلى الوقت الحاضر)
- 14 يناير - بون (1986-1992 ، 1995)
- 19 كانون الثاني (يناير) - عودة الظباء (1986-1988)
- 1 فبراير - طرح أي أسئلة (1986-1987)
- 10 فبراير - الكل في رقم 20 (1986-1987)
- 13 فبراير - Farrington of the FO (1986-1987)
- 16 فبراير - هوت ميتال (1986-1989)
- 9 مارس - سيل مورنينغ (1986)
- 10 مارس - جيمس القط (ITV 1986 ، القناة 5 1998)
- 3 أبريل - دمى راغي (1986-1994)
- 22 أبريل - الأخطاء (1986-1987)
- 27 أبريل - اللورد مونتباتن: نائب الملك الأخير (1986)
- 3 مايو - احصل على الطازجة (1986-1988)
- 6 مايو - السيدات المسؤول (1986)
- 5 مايو - عودة جون سيلفر إلى جزيرة الكنز (1986)
- 14 يوليو -
  - الألغاز (1985)
  - لانجلي بوتوم (1986)
- 25 أغسطس - Five Alive (1986-1988)
- 29 أغسطس - To have and to Hold (1986)
- 1 سبتمبر - سنفكر في شيء ما (1986)
- 3 سبتمبر -
  - الملك والقلعة (1986)
  - مرر باك (1986-1987)
  - عيد سلينغر (1986-1987)
- 15 سبتمبر - تأجيل الجنة (1986)
- 23 سبتمبر - CAB (1986-1989)
- 28 سبتمبر - قصة داخلية (1986)
- 29 سبتمبر - تحدي تشوكي (1986)
- 30 سبتمبر - الأول بين المتكافئين (1986)
- 6 أكتوبر - باب المصيدة (1986-1990)
- 10 تشرين الأول (أكتوبر) - Worlds Beyond (1986-1988)
- 20 أكتوبر -
  - الإجهاد التنفيذي (1986-1988)
  - ساق هنري (1986)
- 24 أكتوبر - الإمبراطوريات المفقودة (1986)
- 25 تشرين الأول (أكتوبر) - جيم (1985-1988)
- 29 أكتوبر -
  - سترايك إت لاكي وضربها ريتش (1986-1999)
  - المعادل (1985-1989)
- 31 أكتوبر - The Two of Us (1986-1990)
- 5 نوفمبر - غارفيلد في الجنة (1986)
- 8 نوفمبر - أسباب غير طبيعية (1986)
- 9 تشرين الثاني (نوفمبر) - غرفة في القاع (1986-1988)
- 12 نوفمبر - سوالو (1986)
- 13 تشرين الثاني (نوفمبر) - الجري الحر (1986-1988)
- 22 تشرين الثاني (نوفمبر) - Beadle's About (1986-1996)

### القناة 4
- 19 فبراير - التوقعات (1986)
- 2 مارس - السيد باي (1986)
- 11 أبريل - عرض الرسم البياني (1986-1998 ، 2008-2009)
- 31 يوليو - إكوينوكس (1986-2006)
- 4 أغسطس - الفتيات الذهبيات (1985-1992)
- 24 ديسمبر - عيد الميلاد العملاق لـ Max Headroom في تركيا (1986)
- 29 ديسمبر - حكايات فوكس (1986-1988)

### قناة سكاي
- 1 سبتمبر - عرض دي جي كات (1986-1995)

### قناة الأطفال
- 6 يناير - قصة بوليانا ، فتاة الحب (1986)

## برامج تلفزيونية

### تغييرات الانتماء إلى الشبكة
| عروض                 | انتقل من     | انتقل الى |
| -------------------- | ------------ | --------- |
| تقرع الفرصة          | ITV          | BBC1      |
| هيثكليف وقطط كاتيلاك | قناة الأطفال | BBC1      |

### العودة ذاك العام بعد انقطاع لمدة عام أو أكثر
- 11 سبتمبر - هذا الأسبوع (1956-1978، 1986-1992)
- 19 سبتمبر - وجوه جديدة (1973–1978، 1986–1988)

## البرامج التلفزيونية المستمرة

### عشرينيات القرن الماضي
- بي بي سي ويمبلدون (1927-1939، 1946-2019، 2021 حتى الآن)

### الثلاثينيات
- سباق القوارب (1938-1939، 1946-2019)
- بي بي سي للكريكيت (1939، 1946-1999، 2020-2024)

### الأربعينيات
- تعال للرقص (1949-1998)

### الخمسينيات
- بانوراما (1953 حتى الآن)
- ماذا تقول الأوراق (1956-2008)
- السماء في الليل (1957 إلى الوقت الحاضر)
- بلو بيتر (1958 إلى الوقت الحاضر)
- المدرج (1958-2007)

### الستينيات
- شارع التتويج (1960 إلى الوقت الحاضر)
- أغاني التسبيح (1961 - حتى الآن)
- ذا جيتسونز (1962-1963، 1985-1987)
- دكتور هو (1963-1989، 1996، 2005 حتى الآن)
- العالم في العمل (1963-1998)
- توب أوف ذا بوبس (1964-2006)
- مباراة اليوم (1964 حتى الآن)
- مفترق طرق (1964-1988، 2001-2003)
- مدرسة اللعب (1964-1988)
- السيد والسيدة (1964-1999)
- Jackanory (1965-1996، 2006 حتى الآن)
- سبورتس نايت (1965-1997)
- اتصل بي بلاف (1965-2005)
- برنامج المال (1966-2010)
- المباراة الكبيرة (1968-2002)

### السبعينيات
- اختبار صافرة غراي القديمة (1971-1987)
- The Two Ronnies (1971–1987، 1991، 1996، 2005)
- قوس قزح (1972-1992، 1994-1997)
- إميرديل (1972 حتى الآن)
- نيوزراوند (1972 حتى الآن)
- عطلة نهاية الأسبوع العالمية (1972-1988)
- نحن الأبطال (1973-1987)
- آخر نبيذ الصيف (1973-2010)
- هكذا الحياة! (1973-1994)
- أتمنى لو كنت هنا...؟ (1974-2003)
- أرينا (1975 إلى الوقت الحاضر)
- جيم سوف يصلحه (1975-1994)
- رجل واحد وكلبه (1976 إلى الوقت الحاضر)
- 3-2-1 (1978-1988)
- جرانج هيل (1978-2008)
- تيري ويون (1979-1987)
- البيت الصاخب (1979-1988)
- برج الكتاب (1979-1989)
- بلانكتي بلانك (1979-1990، 1997-2002)
- عرض بول دانيلز السحري (1979-1994)
- عرض التحف (1979 إلى الوقت الحاضر)
- وقت السؤال (1979 إلى الوقت الحاضر)

### 1980
- الأطفال المحتاجون (1980 إلى الوقت الحاضر)
- رازاماتاز (1981-1987)
- برجراك (1981-1991)
- آسف! (1981-1988)
- "Allo" Allo! (1982-1992)
- ووغان (1982-1992)
- سوبر ستور السبت (1982-1987)
- الأنبوب (1982-1987)
- بروكسايد (1982-2003)
- العد التنازلي (1982 إلى الوقت الحاضر)
- لنتظاهر (1982-1988)
- رقم 73 (1982-1988)
- Timewatch (1982 إلى الوقت الحاضر)
- حق الرد (1982-2001)
- وقت الإفطار (1983-1989)
- دراماراما (1983-1989)
- لا تنتظر (1983-1990)
- Good Morning Britain (1983-1992، 2014 حتى الآن)
- الثلاثاء الأول (1983-1993)
- الطريق السريع (1983-1993)
- الافلام (1983-1993، 1994-1995، 1997، 2000-01، 2012)
- كيف تجرؤ (1984-1987)
- دوائر متناقصة باستمرار (1984-1989)
- بوب فول هاوس (1984-1990)
- وايد ويك كلوب (1984-1992)
- صورة البصق (1984-1996)
- مشروع القانون (1984-2010)
- سباق القناة الرابعة (1984-2016)
- عيون القطط (1985-1987)
- بلا حدود (1985-1987)
- فيكتوريا وود كما تراه على شاشة التلفزيون (1985-1987)
- الكل بحسن نية (1985-1988)
- والدتك لا تحب ذلك (1985-1988)
- ثلاثة أب، اثنان أسفل (1985-1989)
- موطن لروست (1985-1990)
- طريق هواردز (1985-1990)
- عطلة بوسمان (1985-1993)
- إيست إندرس (1985 إلى الوقت الحاضر)
- تقرير كوك (1985-1998)
- Crosswits (1985-1998)
- الشاشة الثانية (1985-1998)
- مدمنو Telly (1985-1998)
- الإغاثة المصورة (1985 إلى الوقت الحاضر)

## إنتهت في عام 1986
- 20 فبراير -
  - سوبر تيد (1983-1986)
  - الاسم المستعار المهرج (1985-1986)
- 27 مارس - في ذاكرة المحبة (1969-1986)
- 2 أبريل - لعبة الحائط (1985-1986)
- 4 أبريل - هذا هو ابني (1981-1986)
- 15 نيسان - بنانمان (1983-1986)
- 22 أبريل - كوكلشيل باي (1980-1986)
- 5 مايو - الممارسة (1985-1986)
- 23 مايو - Pebble Mill at One (1972-1986)
- 3 يونيو - فيليب مارلو، عين خاصة (1983-1986)
- 4 يونيو - الأخطاء (1986)
- 18 يونيو - بيرثا الآلة (1985-1986)
- 25 يونيو - مغامرات بورتلاند بيل (1983-1986)
- 28 يونيو - روبن شيروود (1984-1986)
- 26 تموز - تيراهوكس (1983-1986)
- 15 أغسطس - الممارسة (1985-1986)
- 24 أغسطس - سوق البيون (1985-1986)
- 23 أكتوبر - الحقول الطازجة (1984-1986)
- 24 تشرين الأول (أكتوبر) - أخبار بعد الظهر (1981-1986)
- 8 نوفمبر - عرض الإفطار المتأخر المتأخر (1982-1986)
- 11 ديسمبر - Girls on Top (1985–1986)
- 15 ديسمبر - من القمة (1985-1986)
- 17 ديسمبر - SWALL. OW (1986)
- 22 ديسمبر - دودجر وبونزو والباقي (1985-1986)
- 25 ديسمبر -
  - Just Good Friends (1983-1986)
  - السوق الحرة (1984-1986)
  - نحن نحب التلفزيون (1984-1986)
  - قصة بوليانا ، فتاة الحب (1986)
  - المعيلون (1983-1986)

## المواليد
- 1 يناير
  - آنا بروستر، ممثلة (فرساي)
  - كولين مورغان، ممثل (ميرلين)
- 11 يناير - راشيل رايلي، مقدمة تلفزيونية
- 21 فبراير - شارلوت تشيرش، سوبرانو
- 25 فبراير- جميلة جميل عارضة أزياء ومقدمة برامج إذاعية وتلفزيونية
- 27 أبريل - جينا كولمان، ممثلة
- 13 مايو - روبرت باتينسون، ممثل
- 25 مايو - لورين كريس، ممثلة
- 26 أغسطس - ناتالي لونجي، ممثلة
- 2 أكتوبر - توم هدسون، ممثل
- 23 أكتوبر - إميليا كلارك، ممثلة
- 13 نوفمبر - كيفن بريدجز، الممثل الكوميدي الإسكتلندي

## حالات الوفاة
| تاريخ     | اسم          | عمر | مصداقية سينمائية                    |
| --------- | ------------ | --- | ----------------------------------- |
| 3 يناير   | داستن جي     | 43  | ممثل هزلي                           |
| 6 فبراير  | داندي نيكولز | 78  | الممثلة (حتى الموت لنا جزء)         |
| 10 مارس   | راي ميلاند   | 79  | الممثل                              |
| 1 يجوز    | هيلدا بيكر   | 81  | الممثلة والكوميدية (أقرب وأعز)      |
| 17 سبتمبر | بات فينيكس   | 62  | الممثلة (إلسي تانر في شارع التتويج) |
| 22 سبتمبر | جانيت ديفيز  | 59  | ممثلة (جيش أبي)                     |
| 28 أكتوبر | إيان مارتر   | 42  | ممثل وكاتب                          |
| 28 أكتوبر | إدي وارنج    | 76  | المعلق ومقدم لعبة الرجبي            |
| 21 ديسمبر | بيل سيمبسون  | 55  | ممثل (كتيب الدكتور فينلي)           |